# رود بوری‌گانگا
رود بوری‌گانگا رودی است که به رود براهماپوترا می‌ریزد. این رود از شهر داکا در کشور بنگلادش می‌گذرد.